# Операция Пластилин
«Операция Пластилин» — российская рок-группа, первоначально создана в Тамбове в 2002 году, участниками вокалисткой Светланой Бурлака и гитаристом Анатолием Царёвым.
Несмотря на то, что название группы не изменилось, её творчество разделено на два промежутка времени: период начала 2000-х и период 2010-х годов. На текущий момент группа активно выпускает релизы, гастролирует и выступает на различных музыкальных фестивалях.

## История

### Формирование группы (2002—2004)
Создание группы берёт своё начало, когда Светлана Бурлака и Анатолий Тетерядченко познакомились в Тамбове, будучи подростками, сделав первые демозаписи в ноябре 2002 года. На тот момент до знакомства Анатолий уже играл в группе «Маразм», которую создал со своими друзьями. Спустя некоторое время состоялось встреча со Светланой, вместе с этим вторично сменилось название группы на «ЧМТ» (Черепно-мозговая травма). Отыграв два года с новым именем, перед одним из концертов участники снова меняют название на «Операцию Пластилин», которое предложил Анатолий, вспомнив об одноимённой игре. Первые концерты и репетиции проходили в родном Тамбове в доме культуры «Спутник». У группы продолжительное время не мог сформироваться постоянный состав. Единственными неизменными участниками являлись лидер, на то время Светлана «Белка», отвечавшая за написание песен и вопросов, касательно группы и Анатолий «Rain», занимавшийся аранжировками и общей музыкальной составляющей. В 2004 году к группе присоединился барабанщик Сергей Зимарин, став также постоянным участником.

### Дебютный альбом (2005—2007)
В 2005 году «Операция Пластилин» издает своими силами первый номерной альбом «Не спасёт!!». Для создания дебютного альбома участникам пришлось собрать свою студию «Творческая лаборатория Хиросима» в доме Анатолия Тетерядченко. После чего группа приступила к записи совместно с звукорежиссёром Сергеем Карцевым. На пластинке было представлено четырнадцать композиций, две из которых являются кавер-версиями песен «Мелом» (Фиолетовая пудра) Пропаганды и «Танго панка» Чудо-Юдо. Песня под названием «Все остальное только дым» попала на сборник «История тамбовского рока».
В 2006 году с весны по лето был записан второй альбом под названием «Акустический альбом „Утренник“». Запись была сделана самостоятельно Светланой и Анатолием в своей студии, в создании пластинки также поучаствовал Сергей Карцев. Данная работа была тепло воспринята слушателями, став своеобразной визитной карточкой группы. В том же году коллектив впервые покинул пределы Тамбовской области, отыграв несколько концертов в московских клубах. Более того, они успели выступить на крупном музыкальном фестивале «Перекрёсток» в Нижнем Новгороде.
В январе 2007 года группа начинает запись третьего альбома «Своими словами», которая закончилась в апреле. На этот раз звукорежиссёром альбома стал Анатолий Тетерядченко. Презентация диска в Тамбове успешно собрала полный зал всё в том же «Спутнике». В конце мая 2007 года «Операция Пластилин» совместно с группами F.P.G. и «Бригадный подряд» выступает на фестивале «Уроки панк-рока», проходившем в столичном клубе «Plan B». В сентябре вышел первый тираж книги «Рок музыка России» от издательства Emuzin, куда смогла попасть группа. Кроме того, коллектив сумел организовать и провести вместе с группой «Второй Фронт» трилогию «Фестивалей Пакетов», целью которых было привлечь внимание к потребительскому образу жизни. В том же году к группе примкнула скрипачка Катерина Цион-Княжева, в роли сессионного музыканта выступая на квартирниках.

### Роспуск группы (2008—2009)
В 2008 году группа записала свой первый демо-альбом «Час рисования» в виде мини-альбома совместно со Степаном Ивановым. Зимой Светлана, Анатолий и Екатерина начинают записывать второй демо-альбом «Я на качелях». Работа велась в московской студии Powerskaya под руководством звукорежиссёра Тимура Мирзоева. Альбом был закончен в мае и выпущен вручную самими участниками в тираже не более 50-ти экземпляров. Летом коллектив отправляется в свои первые самоорганизованные гастроли по городам России и Украины. По ходу тура группа успела выступить в городе Конотоп на фестивале «ПроРок» совместно с группами Пилот, Вопли Видоплясова, Rage и другими. В 2008 году выходит видеоклип «Построй себя сам», сама песня попала на сборник «Планета Панк» лейбла UnoMomentoRecords. В 2009 году группа меняет название на Mama, приступает к новой записи в апреле и заканчивает её в мае. Альбом «Операция Пластилин» звукорежиссировался Игорем Павловым в студии Правда Production. В то же время группа продолжала концертную деятельность. Осенью коллектив отправился в свой последний тур по городам России. По окончании тура Светлана Бурлака принимает решение покинуть группу, уехав в ретрит в Санкт-Петербурге. После чего группа прекратила своё существование.

### Зарождение новой группы (2010—2012)
В январе 2010 года группа решает возобновить творческую деятельность, сменить название и продолжить играть дальше. Вопрос смены названия было решено отдать на голосование слушателям, но большая часть проголосовала против. Первый концерт состоялся в Москве в рок-клубе «Квадрат» 6 марта 2010 года. Позже лидер группы Анатолий Царёв решает сменить жанровую стилистику, добавив к инструментам группы синтезатор. В состав поначалу входили Екатерина Цион-Княжева, Сергей Зимарин и Алексей Разумов. Спустя время Царёв находит на одном из форумов своего бывшего одноклассника Владимира Горячева. Так у группы появляется клавишник. С новым составом группа дает ещё один сольный концерт 28 марта в московском клубе Art Garbage (Запасник). Уже весной группа отправляется в свои первые гастроли под названием Vesna-tour. Летом группа дала концерт в Зеленограде на фестивале Lite Life Fest. В начале августа группа выступила на разогреве у зарубежной группы Nichel’s. В сентябре музыканты приступают к записи дебютного альбома Lucky 7's.

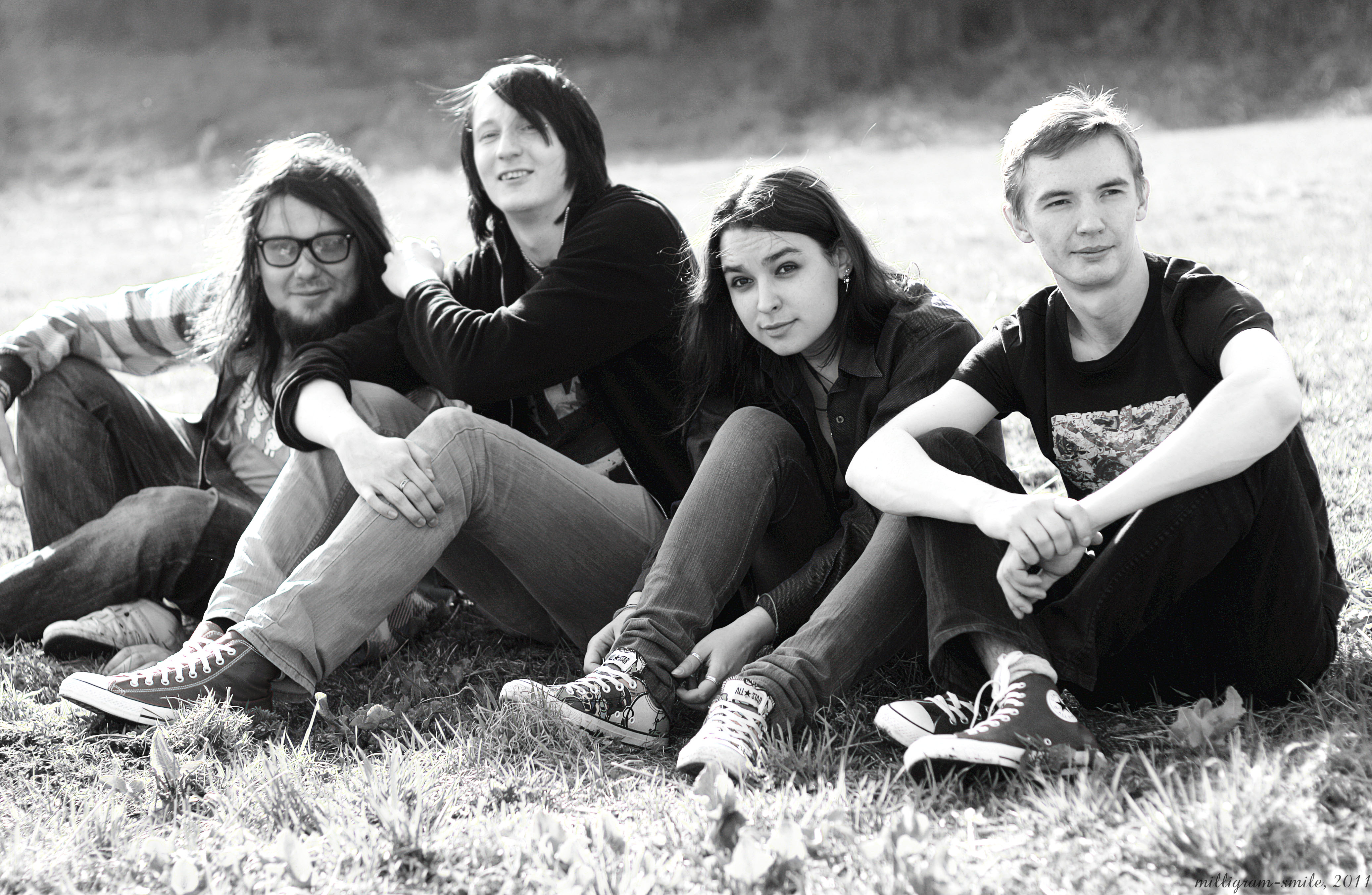
Состав группы на 2011 год. Слева направо: Сергей Зимарин, Анатолий Царёв, Екатерина Цион-Княжева, Алексей Разумов

В январе 2011 года альбом был закончен и выложен в интернет. Впервые в альбоме группа объединила концертные программы, акустику, электронику и стихи. В апреле стартовали гастроли в поддержку вышедшего альбома. В марте группу покинул клавишник Владимир Горячев. К концу мая коллектив оказал содействие по сбору средств для детского дома в рамках благотворительного концерта «Изгои». Под конец июля группа приняла участие в экологической инициативе «чистый лес» во время концерта «Лесная акустика — 2011». Также летом начинает писаться новый материал для следующего альбома. В период второго тура Lucky 7’s был самоиздан первый тираж альбома на физическом носителе в виде диджипака. В декабре группа начала съёмки своего дебютного видеоклипа.
В феврале 2012 года коллектив выпустил первый профессиональный видеоклип на песню «Стрекоза». В планы группы входило выпустить новый альбом в начале года, но большая часть была не готова к выпуску из-за длительного процесса записи. Поэтому коллектив принимает решение сначала отправиться в тур, поделённый на несколько частей, отложив выпуск релиза на потом. В конце октября альбом Euphoria был выложен в сеть для бесплатного скачивания и распространения. Вскоре группа снова отправилась с новыми гастролями альбома «Эйфория».

### Контракт с лейблом «Союз Музыка» (2013—2015)
В апреле 2013 года прошёл завершающий тур в поддержку альбома «Эйфория». 28 июля произошли изменения в составе к группе присоединилась клавишница Анастасия Уварова. В июне вышло переиздание с новым ремастерингом альбома Euphoria. В ноябре группа выпускает новый тираж альбомов Lucky 7's и Euphoria. 11 декабря 2013 года у группы выходит первый официальный сингл «Чистый полёт» записанный летом в студии Параметрика который впоследствии войдёт в следующий альбом. 13 декабря 2013 года в Москве состоялись съёмки концертного видео в московском клубе Rock House.
В январе 2014 года «Операция Пластилин» впервые прозвучала в эфире программы «Живые» радиостанции Наше Радио. 6 февраля 2014 года выходит второй сингл «Шелест утренних звёзд» записанный в Москве на студии АиБ Records. В мае коллектив обзавёлся первым официальным логотипом в виде стилизованного сердца с текстом внутри него. 28 июня группа впервые выступила на второй сцене фестиваля Доброфест. 7 июля вышел DVD с записью концерта озаглавленный как «Живой концерт». 1 августа коллектив в первый раз принял участие на фестивале Метафест в Самарской области. 19 августа стало известно что музыканты стали эндорсерами компании JOYO Technology. 7 ноября группа в прямом эфире студии Своё Радио презентовала новый номерной альбом «Прайд». Музыканты впервые внедрили элементы электронной музыки в песни «Шелест утренних звёзд» и «Прятки». В декабре вышел второй видеоклип на песню «Прятки».
В январе 2015 года логотип был видоизменён и дополнен тремя знаками которые представляли идеологию группы (А в круге — свобода, сердце — любовь, пацифик — мир). 13 февраля на московском концерте состоялся небольшой реюнион с участием Светланы «Белки» Бурлака. 16 мая группа дала ещё один концерт вместе с Светланой Бурлака. 29 мая вышел первый сингл «Наш прайд» к будущему альбому. В середине июня выходит видеоклип «Шелест утренних звёзд». 27 июня группа выступила на фестивале Доброфеста. 4 июля группа выступает в Тверской области на фестивале Нашествие. 31 июля группа второй выступила в Самарской области на сцене «Звезда» фестиваля Метафест. 21 августа группа открывала в Тамбове фестиваль Чернозём. В 2015 году коллектив заключает свой первый контракт с музыкальным лейблом «Союз Музыка». 5 октября в преддверии выхода четвёртого альбома выходит сингл «Танцевать!». 19 октября был выпущен студийный альбом «Маяк». В ноябре группа едет в тур «Маяк шагает по стране», закончив его в апреле следующего года.

### Экспериментальные релизы (2016—2018)

Логотип «Цветок»

В 2016 году в истории группы появляется первый внеальбомный сингл «Цветами сквозь асфальт» вышедший 20 марта. Одновременно с синглом на обложке был представлен новый логотип. Знаки стали располагаться в стилизованном цветке под лотос из древневосточного учения. В конце мая коллектив принимал участие в конкурсе «Попади на сцену ВКонтакте» международного фестиваля MAXIDROM. Заняв второе место коллектив выступил на сцене на фестиваля 19 июня 2016 года. 1 июля коллектив выступает на фестивале Доброфеста. 30 июля группа в третий раз приняла участие в фестивале Метафеста. 19 августа группа дала концерт на фестивале «Чернозём». Летом музыканты принимаются записывать пятый по счёту полноформатный альбом «Волна». 30 сентября был выпущен сингл «Шизгара» с грядущей пластинки. Осенью состоялся выпуск в двух частях акустического альбома-дилогии «Волна». 8 декабря выходит запись эфира Своё Радио записанного от 16 ноября. 20 декабря релиз «Волна» вошёл в топ-20 лучших альбомов года по версии журнала «Союз Музыка». 21 декабря выходит ещё один внеальбомный сингл «Пилигримы».
17 февраля 2017 года выходит четвёртый видеоклип на песню «Я тебя отвоюю». В начале марта выпущен дебютный сборник «7 лет. Продолжаем танцевать!» приуроченный к 7-й годовщине существования группы. Релиз был издан на виниле лимитированным тиражом в 200 копий. Под конец марта был выпущен видеоклип на песню «Пилигримы». 2 июля музыканты выступили на Доброфесте. 8 июля коллектив отыграл на фестивале Нашествия. В середине 2017 года группу покинули басист Алексей Разумов и клавишница Анастасия Уварова на смену басиста пришёл Михаил Бушуев. 19 сентября вышел внеальбомный сингл «Сон на взлётной полосе». 26 сентября группа снова выпускает новый внеальбомный сингл «Выше флаги!» в двух версиях в октябре был выпущен видеоклип. 18 октября состоялся релиз аудиоверсии второго концертного альбома Live In Yotaspace/19.03.17 на физическом носителе альбом был издан позднее. 21 октября группа опять выпускает ещё один внеальбомный сингл «Даб спальных окраин». 15 ноября группа выпускает экспериментальный сингл «Маленький принц». 11 декабря выходит синглом перезаписанная в новой аранжировке песня «Город».
1 января 2018 года в свет выходит ещё один сингл «Соя» записанный в новой аранжировке. В феврале состоялся выпуск шестого альбома получившего название «Голодным и злым». Данная работа ознаменовала переход группы к новому жанру и задала дальнейший вектор звучания. 23 июня коллектив в первый раз принял участие на фестивале КИНОпробы прошедшего в Окуловке. 28 июля группа выступает на фестивале Доброфест. 1 августа вышел сингл «Все мечты наши сбудутся этим летом» одновременно с видеоклипом в акустическом варианте. 4 августа на группа отыграла на Нашествии. 11 августа на фестивале Панки в городе. С ноября музыканты начинают публиковать промо-синглы из предстоящего альбома.

### Десятилетний юбилей и открытие своей студии (2019—2021)
В январе 2019 года группа выпустила альбом-комикс «Рейв». 10 февраля был выпущен обновлённый сингл «Космонавты» записанный в электрическом варианте. 25 мая группа отыграла на фестивале Окна открой!. В июле коллектив принял участие на двух фестивалях 13 июля на Доброфесте, 19 июля на Нашествии. 6 августа выходит дебютный альбом ремиксов Remixes (Falcet Remixes). 10 августа группа выступила на фестивале Панки в городе. В сентябре вышли синглы «Ванлав», «Танцпол ждёт своих героев» позже песни войдут в следующий программный альбом. Осенью был закончен видеоклип на песню «Не узнавай меня» съёмки которого проходили летом. В ноябре вышла песня «Ничья» от проекта директора группы Евгения Соловьёва вокал для песни был записан при участии Екатерины Цион-Княжевой.
14 января 2020 года выходит сингл вместе с клипом «Kak Blink-182» в преддверии юбилейного тура группы. В самом начале марта были выпущены два сингла «Гопник Коля» записанный в новом звучании и новая песня «Пацпросвет». После синглов вышел релиз группы Sellout в котором «Операция Пластилин» приняла участие в песне «В космической хрущёвке». Из-за ограничений связанных с пандемией COVID-19 группа решает провести концерт в прямом эфире интернета. 21 марта коллектив дебютировал с двухчасовым онлайн-концертом на видеохостинге YouTube. 5 мая вышел сингл и видеоклип на песню «Я на качелях (карантинная версия)». 16 мая группа даёт второй двухчасовой акустический концерт онлайн. 12 июня была выпущена синглом кавер-версия песни «Просвистела» для трибьют-альбома «Территория DDT» приуроченного к 40-летнему юбилею группы Юрия Шевчука. 23 июня группа презентует видео на песню «Придурок» записанное в живую в формате 3D аудиоверсия вышла на день позже. 1 июля вышел ещё один сингл «Прекрасный новый мир» единовременно с видео тоже снятым в сферической панораме. Выпуск был реализован ко дню изменений поправок в конституции с аллюзией на роман «1984». 22 августа группа смогла поучаствовать на фестивале Yлетай. 8 сентября коллектив объявил о создании своей репетиционной точки из-за закрытия студии где ранее записывались релизы с 2015 года. 25 сентября прошёл большой юбилейный концерт в столичном клубе Adrenaline Stadium. На концерт были приглашены музыканты Николай Стравинский (Selfieman), Ирина Львова (VesperCellos), Даниил Кононенко и Роман Беляев. 20 ноября вышел концертный альбом Post-Quarantine Live посвящённый десятилетия группы.
27 января 2021 года был выпущен сингл «Ашан (Письмо Саше Г.)» с будущего альбома. 12 февраля состоялся релиз 8-го студийного альбома «Грустные песни для уставших людей». 27 марта в свет вышла телепередача Квартирник у Маргулиса с участием группы, записанная в ноябре 2020 г.. 31 марта группа появилась с небольшим сет-листом на телеканале «Дождь» в программе Михаила Козырева «Би Коз». 9 апреля группа поучаствовала в релизе рязанского коллектива Sellout в песне «В плену панических атак». 5 июня Анатолий Царёв выступил на фестивале PunkRupor с акустической программой от имени группы. 23 июня в студии «Нашего Радио» в рамках программы «НашеТВlive» группа представила песни из нового альбома. 26 июня группа впервые отыграла на липецком фестивале Fox rock Fest. 3 июля Анатолий Царёв принял участие в шоу «Хэнговер», где анонсировал скорый релиз, а 9 августа вышел сингл «Шаманы (новой волны)», заняв 1-е место в плейлисте YouTube Music. 21 августа группа впервые участвует (в формате онлайн-трансляции) в фестивале «ЖИВОЙ!».
В июне стало известно, что группа выступит в поддержку фестиваля «Дикая мята» в следующем году. Также летом группа должна была играть на фестивалях «Доброфест», «Нашествие», «Чернозём» и «Yлетай», но из-за действующих ограничений фестивали были перенесены на 2022 г..
В первой половине сентября у группы стартовали осенние гастроли с последним номерным альбомом. 20 сентября был выпущен сингл «ЦУ-Е-ФА!», название которого — отсылка к игре «Камень, ножницы, бумага».
В начале ноября был выпущен сингл, ставший официальным саундтреком интерактивного экологического веб-сериала «Несвалка» от «Студии Интерактивного контента» и видеопродакшна «КИНОДОМ». 22 ноября состоялся релиз анимированного видеоклипа на сингл «ЦУ-Е-ФА!».

### 2022 год
В январе вышел альбом группы «Йорш» «Уже не тот» — на нём «Операция Пластилин» приняла участие в песне «Города». Также группа прошла во второй этап голосования премии «Чартова дюжина» с песней «ЦУ-Е-ФА!» в другой номинации. Позже стало известно, что группа выступит на фестивале «Чартова дюжина» 22 февраля, где и получила одноимённую премию в номинации «Альбом». В марте в «Чартовой дюжине» «Нашего радио» стартовала песня «Города».
2 декабря 2022 г. в «Чартовой дюжине» «Нашего радио» стартовала песня «Отец» с альбома «Блэкаут».

### 2024 год
В апреле группа посетила оккупированную Донецкую область с концертом.
11 октября был выпущен сингл «Оверсайз» с будущего альбома. 18 октября состоялся релиз 9-го студийного альбома «Мантра побеждающая смерть». 10 декабря выходит клип на сингл «Оверсайз». 31 декабря в официальной группе вконтакте выходит Новогодний подкаст, в котором участники группы поговорили про уходящий год и ответили на вопросы слушателей.

## Состав
| - Анатолий Царёв — вокал, автор, художник, гитары, клавишные и синтезаторы (в студии). - Иван Клю́шин — гитара. - Михаил Бушу́ев — бас-гитара, бэк-вокал. - Сергей Зима́рин — ударные, сэмплы. - Екатерина Цио́н-Кня́жева — скрипка, соло, вокал. - Евгений Соловьёв (умер) — директор группы. - Николай Стравинский — электрогитара. - Ирина Львова — виолончель. - Даниил Кононенко — тромбон. - Роман Беляев — труба. | - Светлана Бурла́ка (Sita G) — вокал, тексты, гитара. - Андрей Максимов (Максимка) — бас-гитара. - Павел Касьянов — кларнет. - Николай Чуботин (Шкет) — флейта. - Владимир Горячев — клавиши. - Анастасия Уварова — клавиши. - Алексей Разумов — бас-гитара. |

## Дискография
| - «Не спасёт!!» (2005) - «Акустический альбом „Утренник“» (2006) - «Своими словами» (2007) - «Операция Пластилин» (2009) - «Lucky 7's» (2011) - «Эйфория» (2012, АиБ Records) - «Прайд» (2014) - «Маяк» (2015) - «Волна» (2016) - «Голодным и злым» (2018) - «Рейв» (2019) - «Грустные песни для уставших людей» (2021) - «Блэкаут» (2022) - «Мантра, побеждающая смерть» (2024) - «Час рисования» (2008) - «Я на качелях» (2008) - «Живой концерт» (2014) - «Live In Yotaspace/19.03.17» (2017) - «Post-Quarantine Live» (2020) - «7 лет. Продолжаем танцевать!» (2017) - «Remixes (Falcet Remixes)» (2019) - Raznosol — «Ничья» (2019) - Sellout — «В космической хрущёвке» (2020) - Sellout — «В плену панических атак» (2021) - Йорш — «Города» (2022) - Твин Пикс — «Апрель» (2023) - Sellout — «Письмо в детство» (2024) | - «Чистый полёт» (2013) - «Шелест утренних звёзд» (2014) - «Наш прайд» (2015) - «Танцевать!» (2015) - «Цветами сквозь асфальт» (2016) - «Шизгара» (2016) - «Пилигримы» (2016) - «Сон на взлётной полосе» (2017) - «Выше флаги!» (2017) - «Даб спальных окраин» (2017) - «Маленький принц» (2017) - «Город» (2017) - «Соя» (2018) - «Все мечты наши сбудутся этим летом» (2018) - «Космонавты» (2019) - «Ванлав» (2019) - «Танцпол ждёт своих героев» (2019) - «Kak Blink-182» (2020) - «Гопник Коля» (2020) - «Пацпросвет» (2020) - «Я на качелях» (карантинная версия) (2020) - «Просвистела» (трибьют ДДТ) (2020) - «Придурок» (Studio Live) (2020) - «Прекрасный новый мир» (Studio Live) (2020) - «Ашан (письмо Саше Г.)» (2021) - «Шаманы (новой волны)» (2021) - «ЦУ-Е-ФА!» (2021) - «Несвалка» (саундтрек) (2021) - «Бип-буп» (2023) - «Оверсайз» (2024) |

## Видеография
| - 2008 — Построй себя сам - 2012 — Стрекоза - 2014 — Прятки - 2015 — Шелест утренних звёзд - 2017 — Я тебя отвоюю - 2017 — Пилигримы - 2017 — Выше флаги! - 2018 — Все мечты наши сбудутся этим летом - 2019 — Не узнавай меня - 2020 — Kak Blink-182 - 2021 — Не так - 2021 — ЦУ-Е-ФА! - 2024 — Оверсайз | - 2020 — Операция Пластилин live - 2020 — Я на качелях (карантинная версия) - 2020 — Операция Пластилин акустика live - 2020 — Придурок (Studio Live 360°) - 2020 — Прекрасный новый мир (Studio Live 360°) - 2014 — Живой концерт - 2017 — Live In Yotaspace/19.03.17 |